# Кеннет Грант
Кеннет Грант (нар. 23 травня 1924 — пом. 15 січня 2011) — британський письменник і окультист. Учень Алістера Кроулі і Остіна Османа Спейра. Засновник Ложі Нової Ізіди і Тіфоніанского Ордена Східних Тамплієрів — магічних товариств, що працюють з темною стороною кабалістичного Дерева Життя. Автор дев'яти книг, об'єднаних у цикли «Тіфонійської трилогії».
Після Другої світової війни Грант працював секретарем Кроулі, його вважали одним з учнів Кроулі. Після смерті Кроулі його спадкоємець Карл Гермер видав хартію на створення табору англійської групи під керівництвом Кеннета Гранта (члена ордена III ступеня); через особисту неприязнь і заздрість, він закрив цю групу і виключив Гранта з членів Ордена східних тамплієрів.
Вчення Кроулі Грант поєднав зі світом Лавкрафта.

## Вибрана бібліографія
Грант опублікував свої праці протягом п'яти десятиліть, нові інтерпретації з них.

### Тіфоніанська Трилогія
- Магічне відродження, 1972. ISBN 0-87728-217-X
- Алістер Кроулі і прихований Бог, 1973. ISBN 0-87728-250-1
- Культи Тіні, 1975.
- Нічна сторона Едему, 1977.
- Поза колами Часу, 1980.
- Джерело Гекати, або Фонтан Гекати, 1992. ISBN 1-871438-96-9
- Зовнішні ворота, чи Зовнішній вхід, 1994. ISBN 1-871438-12-8
- По той бік лілової зони, чи Поза ліловою зоною, 1999. ISBN 0-9527824-5-6
- Дев'ята дуга, 2002.

### Іншіокультніроботи
- Образи і оракули Остіна Османа Спера, 1975.
- Таємне вчення («Карфаксські монографії»), (1959–1963; 1989).
- Згадуючи Алістера Кроулі, 1991. ISBN 1-871438-12-8. ISBN 1-871438-12-8
- Говорить Зос! Зустріч з Остіном Османом Сперсом, 1998.
- Район Сатир, життя і творчості Остіна Османа Спера, (У тому числі внесок Штеффі Гранта), 2005.
- У ніг гуру: Двадцять П'ять подробиць, 2006. ISBN 0-9543887-6-3
- Приховані Знання: Роздоріжжя Монографій Кеннет і Штеффі Гранта, 2006.
- Dearest Vera Holograph letters from Austin Osman Spare to Vera Wainwright, edited by Kenneth & Steffi Grant, 2010. (англ.)

## Романи та повісті, новели, поезії та короткі оповідання
- Зірковий магніт (The Stellar Lode), 1995.
- Проти світла (Against the Light), 1997. ISBN 0-9527824-1-3
- Зміїний жезл і Темна пристрасть (Snakewand) (The Darker Strain), 2000. ISBN 0-9527824-7-2
- Цикл Повістей Нічної сторони (Nightside Narratives), 2003. ()
  - Nu Isis. (англ.)
  - Зірковий магніт.
  - Друге дитя (The Other Child), 2003.
  - .. і ще 3 розповіді.
- Гамаліель і Танцюй лялька, танцюй, 2003. SBN 0-9543887-2-0
- Збірник «В'юнок та інші вірші» (Convolvulus and Other Poems), 2005.
  - Чорне до чорного
  - Чаячий дзьоб
  - В'юнок: вірші про кохання
  - Інша пітьма
  - репродукції 21 ескізу О. О. Спера.
- The Other Child and other tales (англ.)
- На чий млин вода? (Grist to Whose Mill?), 2012.